# 헬름홀츠 방정식

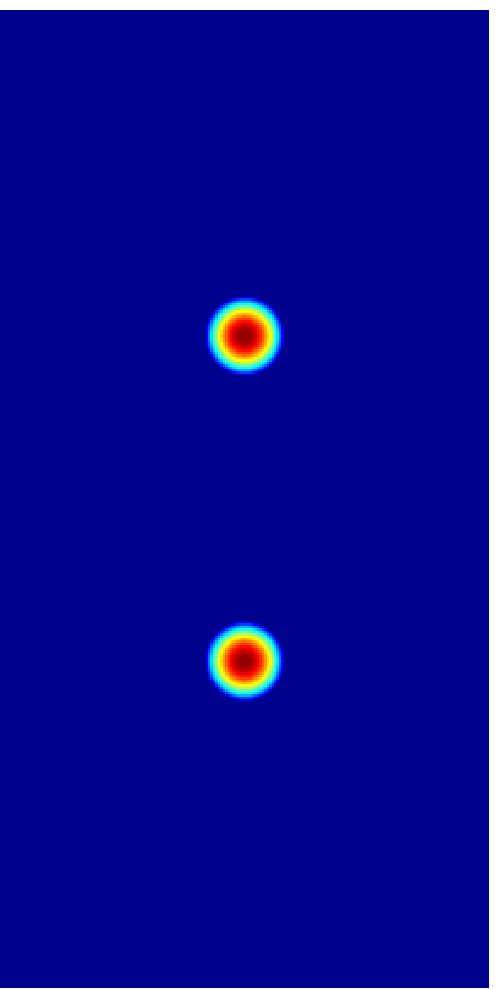
평면에서 두 개의 방사하는 소스, 주어진 함수 는 블루 지역에서 제로를 의미한다.

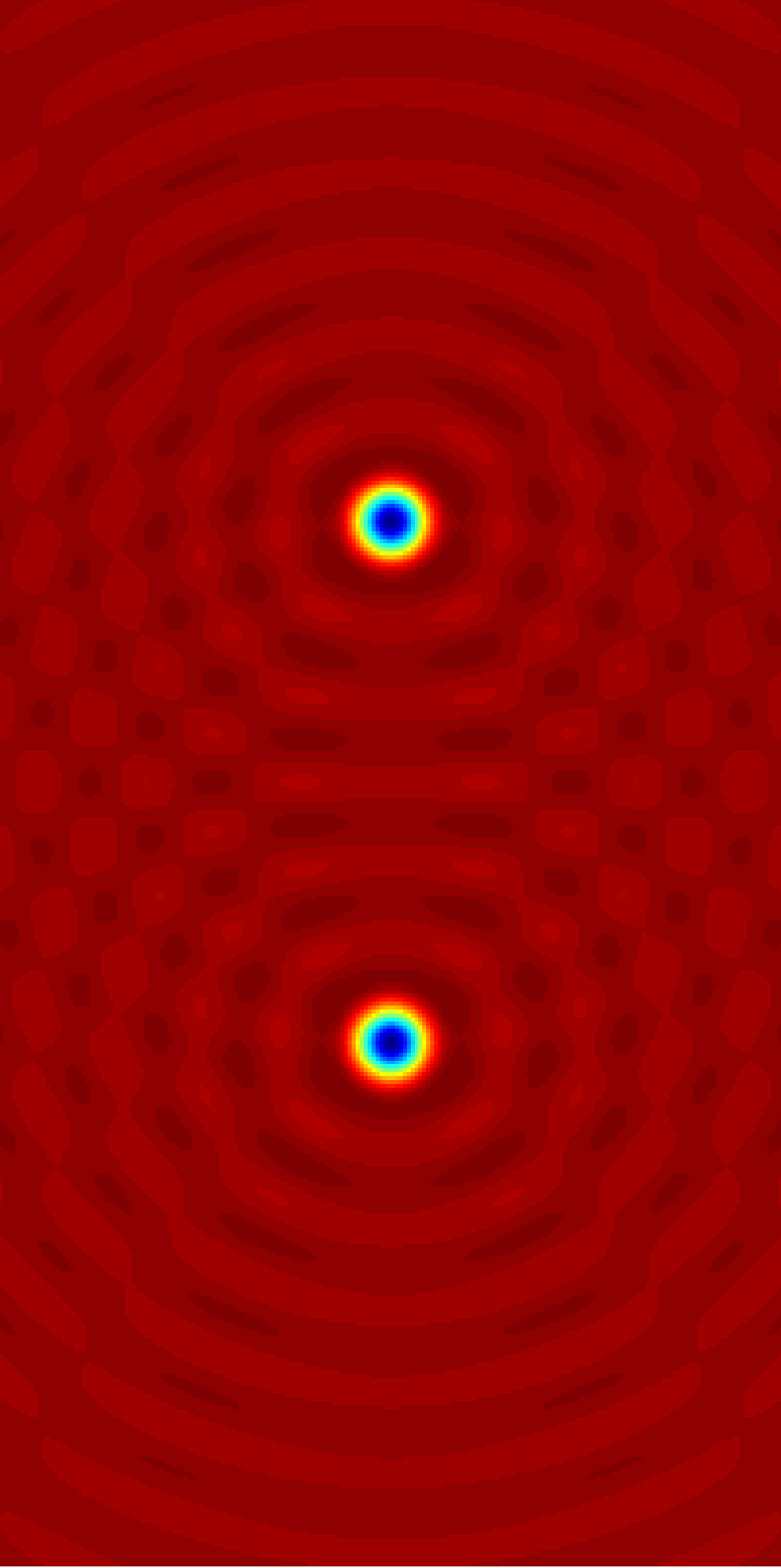
다음 의 실수영역이며, 는 비동차(inhomogeneous) 헬름홀츠 방정식의 해이다

수학에서 헬름홀츠 방정식(Helmholtz equation)은 2차 편미분 방정식의 하나다. 물리학에서 자주 등장한다. 독일의 물리학자 및 생리학자 헤르만 폰 헬름홀츠의 이름을 땄다.

## 정의
{\displaystyle n}차원 유클리드 공간 위에 함수 {\displaystyle f\colon \mathbb {R} ^{n}\to \mathbb {R} }을 생각해 보자. 그렇다면 {\displaystyle f}에 대한 헬름홀츠 방정식은 다음과 같다.
{\displaystyle (\nabla ^{2}+k^{2})f(\mathbf {x} )=0.}
여기서 {\displaystyle \nabla ^{2}}는 라플라스 연산자이고, {\displaystyle k}는 상수다.

## 2차원 헬름홀츠 방정식
극좌표계에서, 2차원 헬름홀츠 방정식은 변수분리법을 사용하여 다음과 같이 풀 수 있다.
{\displaystyle f(r,\theta )=\sum _{n=0}^{\infty }\left(a_{n}\cos n\theta +b_{n}\sin n\theta \right)\left(c_{n}J_{n}(kr)+d_{n}Y_{n}(kr)\right)}.
여기서 {\displaystyle J_{n}(kr)}과 {\displaystyle Y_{n}(kr)}은 베셀 함수다. 만약 {\displaystyle f}가 원점 {\displaystyle r=0}에서 연속적이려면 ({\displaystyle Y_{n}(kr)}은 원점에서 발산하므로) {\displaystyle d_{n}=0}이어야 한다.

## 3차원 헬름홀츠 방정식
구면좌표계에서, 3차원 헬름홀츠 방정식은 변수분리법을 사용하여 다음과 같이 풀 수 있다.
{\displaystyle f(r,\theta ,\phi )=\sum _{m,l}Y_{l}^{m}(\theta ,\phi )\left(c_{n}j_{n}(kr)+d_{n}y_{n}(kr)\right)}.
여기서 {\displaystyle j_{n}(kr)}과 {\displaystyle y_{n}(kr)}은 구면 베셀 함수이고, {\displaystyle Y_{l}^{m}(\theta ,\phi )}는 구면 조화 함수다.

## 응용
{\displaystyle k^{2}=-m^{2}}이 음수일 때, 헬름홀츠 방정식은 (유클리드 계량 부호수)에서의) 클라인-고든 방정식이 된다. 따라서, 헬름홀츠 방정식의 그린 함수
{\displaystyle (\nabla ^{2}-m^{2})f(\mathbf {x} )=\delta (\mathbf {x} )}
는 점입자의 퍼텐셜이 된다. 유클리드 공간 {\displaystyle \mathbb {R} ^{n}}에서 그린 함수는 다음과 같다. 여기서 {\displaystyle r=\Vert \mathbf {x} \Vert }이다.
| 차원 | 그린 함수                                                         | {\displaystyle m=0}인 그린 함수   |
| ---- | ----------------------------------------------------------------- | --------------------------------- |
| 2    | {\displaystyle -K_{0}(mx)/2\pi }                                  | {\displaystyle (\ln r)/2\pi }     |
| 3    | {\displaystyle -\exp(-mr)/(4\pi r)}                               | {\displaystyle -1/(4\pi r)}       |
| n>2  | {\displaystyle -(n-2)(2\pi )^{-1}(m/2\pi r)^{n/2-1}K_{n/2-1}(mr)} | {\displaystyle -1/(V_{n}r^{n-2})} |

여기서
{\displaystyle V_{n}={\frac {2\pi ^{n/2}}{\Gamma (n/2)}}} ({\displaystyle n>2})
는 반지름이 1인 {\displaystyle n-1}차원 초구의 (초)면적이고, {\displaystyle \Gamma }는 감마 함수다. {\displaystyle K_{\alpha }(x)}는 베셀 함수의 하나다. {\displaystyle m=0}인 경우 헬름홀츠 방정식은 푸아송 방정식이 되고, 이 경우 퍼텐셜은 익숙한 역거듭제곱 법칙을 따른다. 유한한 {\displaystyle m}의 경우, 이 퍼텐셜은 잘 알려진 유카와 퍼텐셜이다.

## 같이 보기
- 라플라스 방정식
- 베셀 함수
- 부분파 방법

## 참고 문헌
- Weisstein, Eric Wolfgang. “Helmholtz Differential Equation”. 《Wolfram MathWorld》 (영어). Wolfram Research.
- Polyanin, Andrei D. (2004). “EqWorld: Helmholtz Equation” (PDF).